# 高城山 (德島縣)
高城山是一座位在日本德島縣那賀郡那賀町與美馬市邊境上的山，標高1,627.9公尺，被選為四國百名山之一。

## 地理
高城山的位置
高城山是一座位在從劍山出發，經過一之森成為舊美馬郡木屋平村與舊那賀郡木澤村的邊界後繼續往東北東延伸的稜線上的山，約座落在劍山東北東方15公里處。與雲早山、高丸山一同被稱為勝浦三山。
山名的由來是這座山的積雪比其他諸山來得顯眼而喚作「高白山」，之後將「白」改寫成在日文裡同音的漢字「城」而來。欲攀登此山可使用劍山超級林道。從山頂往南可以眺望德島縣海部郡的群山，西邊可以看到劍山，北邊是高越山，東邊則是雲早山等山。

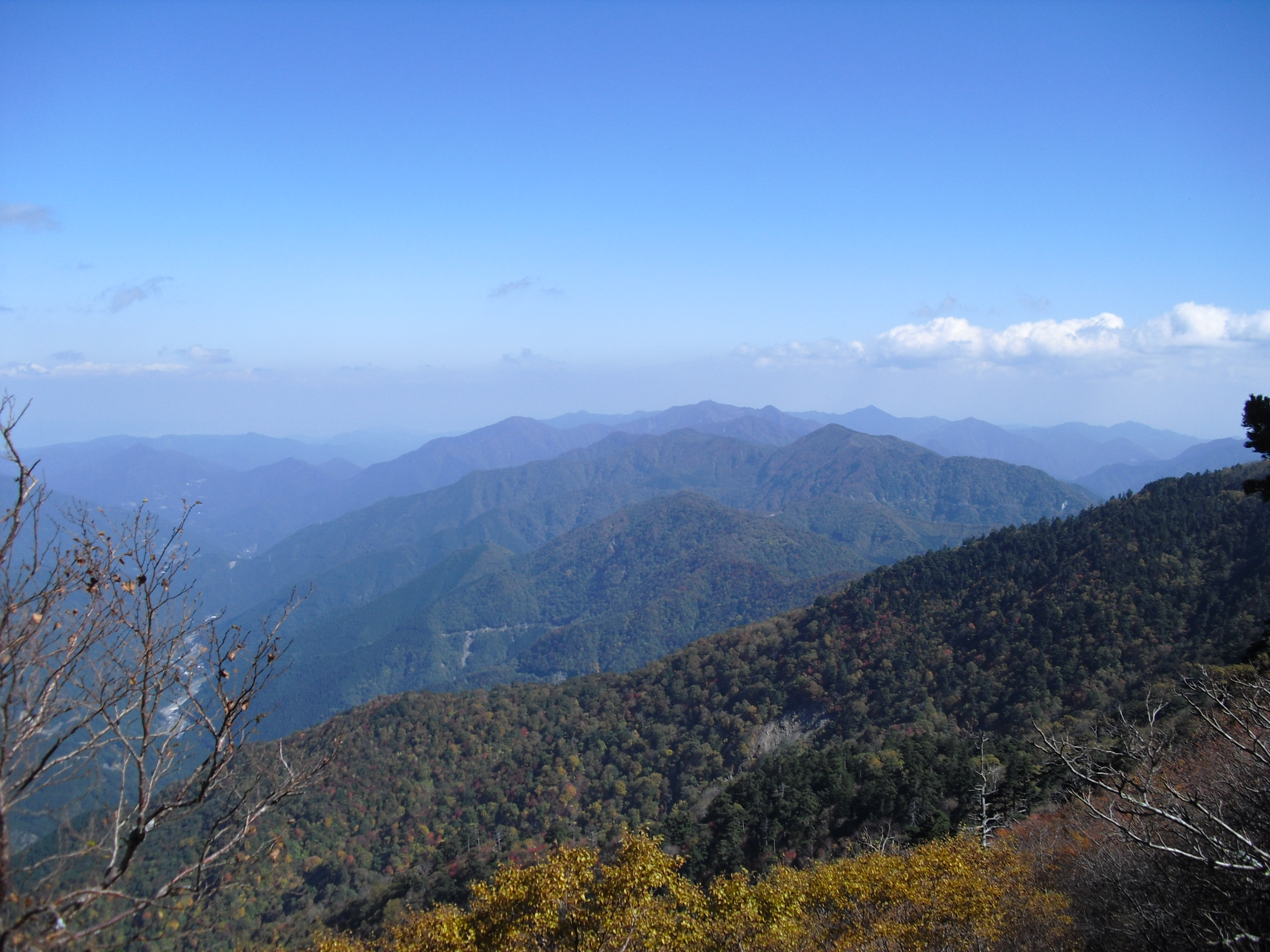
從劍山登山道眺望的高城山